# Knut Föckler
Knut Föckler (* 19. November 1949 in Wolfenbüttel) ist ein deutscher Wirtschaftsmanager und war bis 1991 Geschäftsführer Marketing der Philip Morris GmbH, München. 1993 bis 1995 Programmdirektor Unterhaltung und Direktor Marketing der SAT 1 Satelliten und Fernsehen GmbH, Berlin. 1996 bis 1998 Leiter Geschäftsbereich Microsoft Network, München. 1998 bis 2000 Executive Vice President Geschäftsbereich Multimedia der Deutschen Telekom AG, Bonn. 2001 gründete er newturn, seine Consultings Agentur für Marken und Medien in München.

## Leben
Knut Föckler studierte ab 1968 an der Technischen Universität Braunschweig, am Oxford Centre for Management und der Universität Hamburg BWL und schloss sein Studium 1973 als Diplom-Kaufmann ab. Als Studienleiter bei der Gesellschaft für Marktforschung in Hamburg begann er seine berufliche Laufbahn. 1974 wurde er Assistent der Geschäftsleitung bei Unilever in Hamburg. 1975 wechselte er zur Philip Morris GmbH in München und durchlief in 16 Jahren mehrere Positionen und war bis 1991 Geschäftsführer Marketing.
Föckler ist einer der internationalen Pioniere des Content-Marketings und Storytellings in der Markenführung. Im Spannungsfeld zwischen globaler Markenführung und Micro-Marketing sowie Fernsehen und Internet entwickelte er neue absatzfördernde Markenstrategien. Für die Marke Marlboro entwickelte er die multimediale Kommunikation des „Marlboro Abenteuer Teams“, des „Marlboro Projects“ und des semiotischen Events „Marlboro is Red“. Er startete Förderpreise für Designer, Filmautoren und Wissenschaftler. Für die Marke Philip Morris gab er das Zukunftsmagazin „Übermorgen“ heraus und realisierte die Events „Talk with Tomorrow“ in New York.
1992 wechselte Föckler in die sich schnell entwickelnde New Economy der wachstumsorientierten Medienunternehmen des Privatfernsehens und der Neuen Medien. Seine erfolgreiche Erfahrung in der multimedialen Markenkommunikation nutzte er gewinnbringend in der medialen Transformation für die Kirch-Gruppe, Sat 1, Microsoft Deutschland, in dem Multimediabereich der Deutschen Telekom und der Wireless Vision AG. Die Gründung seines Consulting Unternehmens für die Transformation von Marken und Medien, newturn, war 2001 ein konsequenter Schritt. 2004 konzipierte und begleitete er beratend den Launch des privaten TV-Senders terranova TV. Seit 2010 ist er Senior Business Consultant für Product Placement und Branded Entertainment bei St. Elmos, München.
Föckler ist seit 2008 Vorstandsvorsitzender des gemeinnützigen Fördervereins Keine Macht den Drogen, München.

## Lehre
1992 wurde Föckler zum Professor für Service Design an die Köln International School of Design, ein Institut der Fakultät für Kulturwissenschaften der Technischen Hochschule Köln (TH Köln), berufen. Von 1992 bis 1996 war er Lehrbeauftragter an der HFF/Hochschule für Fernsehen und Film, München. Ab 1996 war er Honorarprofessor an der Hanns Eisler Hochschule für Musik, Institut für Kultur- und Medienmanagement. Seit 1999 ist er Mitglied des Advisory Board for Post-Graduate-Studies EMBE HSG, Executive Master of Business Engineering, Hochschule St. Gallen, Schweiz. Seit 2005 ist Föckler zudem Honorarprofessor für Medien Marketing am Institut für Kultur- und Medienmanagement der FU Berlin. Seit 2007 ist er Dozent an der Munich Business School.